# Zimbabobrium schmidi
Zimbabobrium schmidi är en skalbaggsart som beskrevs av Karl Adlbauer 2000. Zimbabobrium schmidi ingår i släktet Zimbabobrium och familjen långhorningar.
Artens utbredningsområde är Zimbabwe. Inga underarter finns listade i Catalogue of Life.